# Hauwaertpark
Het Hauwaertpark (Frans: Parc Hauwaert) is een park gelegen in de Belgische gemeente Sint-Jans-Molenbeek ten noorden van het Scheutbos.  Het park is 1 ha 25 groot en wordt beheerd door het instituut Leefmilieu Brussel.